# Good Rocking Tonight
«Good Rocking Tonight» es una canción de jump blues publicada originalmente en 1947 por su autor, Roy Brown, y versionada por varios artistas (a menudo con el título Good Rockin' Tonight).

## Historia
Algunos críticos afirman que la versión de Brown, o la de Wynonie Harris (según la fuente), es una de las aspirantes al título de «primera canción de rock and roll». La etiqueta del disco de 45 RPM de Brown incluía la descripción Rocking blues.
En 2022, la versión de Brown fue incluida en el Salón de la Fama del Blues en la categoría Sencillos clásicos del blues. En 1954 fue versionada por Elvis Presley para Sun Records. Otros artistas notables que realizaron versiones de la canción incluyen a Pat Boone, Bruce Springsteen y Montrose.